# Age of Steam
Age of Steam – strategiczna gra planszowa autorstwa Martina Wallace, przenosząca graczy w pierwsze lata istnienia kolei.
Celem gry jest rozbudowa linii kolejowych i przesyłanie towarów między miastami, aby w efekcie na koniec gry uzyskać najlepsze saldo. Losowość w grze jest znikoma, wszystko zależy od decyzji graczy. Liczne dodatkowe mapy, umożliwiają np. rozgrywkę dwuosobową (St. Lucia), a nawet jednoosobową (Barbados).
Age of Steam wygrała w 2003 International Gamers Award i obecnie (wrzesień 2021) zajmuje 125. miejsce w rankingu portalu BoardGameGeek.